# Årø (ostrov)
Årø (také Aarø, německy Aarö) je dánský ostrov v Malém Beltu v Baltském moři. Má délku zhruba čtyři kilometry, šířku až tři kilometry, plochu necelých šest kilometrů čtverečních a v roce 2013 měl 157 obyvatel. Leží východně od Haderslevu a od dánské pevniny a na ní ležící nejbližší vesnice Årøsund je oddělený zhruba 750 metrů širokým průlivem.
Dříve byl ostrov součástí Šlesvicka.